# Cratere di Nördlingen

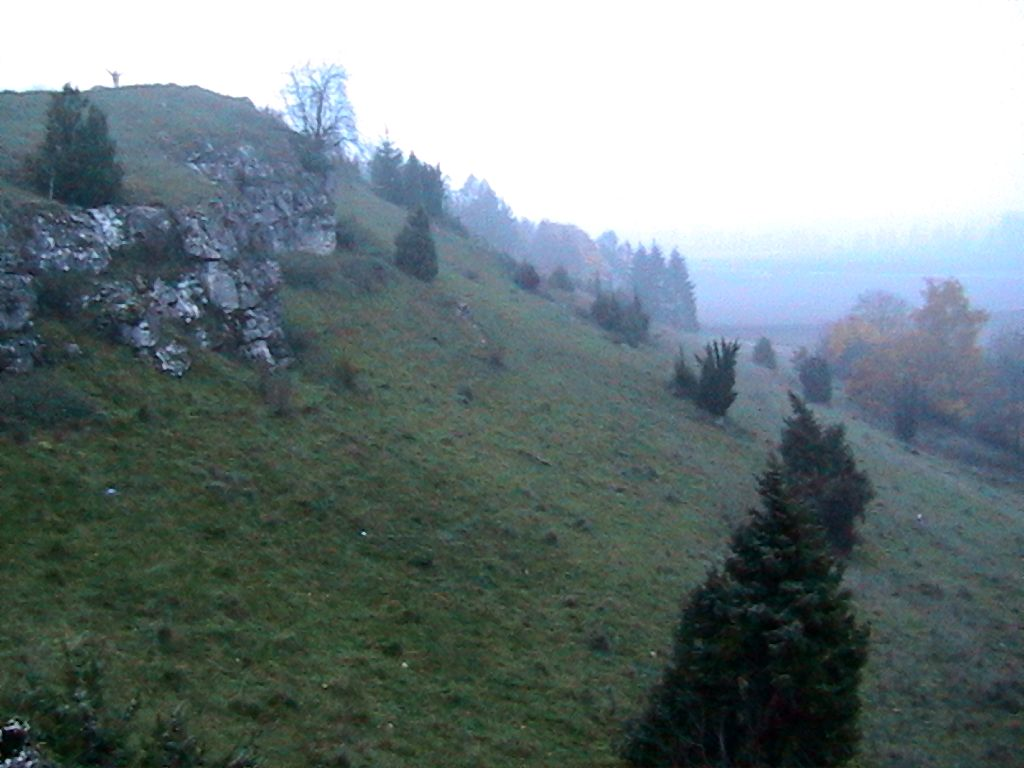
Il bordo del cratere vicino al villaggio di Mönchsdeggingen.

L'astroblema o cratere meteoritico di Nördlingen, in tedesco Nördlinger Ries, si trova in Germania, ed è uno dei crateri meteorici più conosciuti del mondo, con un diametro di 20-24 chilometri.

## Descrizione
Il cratere si trova nella parte a Nord del Danubio del Circondario del Danubio-Ries, nella parte occidentale della Baviera al confine con il Baden-Württemberg. Il toponimo "Ries" deriva dal nome della provincia romana "Raetia". Il cratere di Nördlinger Ries si presenta come una depressione quasi perfettamente circolare e il suo aspetto piatto risalta notevolmente sul paesaggio accidentato della Franconia e della Svevia. 
Inizialmente questa struttura geologica, sulla base delle rocce, in particolare delle sueviti, trovate al suo interno, è stata considerata un antico vulcano, solo nel 1960 si è potuto provare che la sua origine deriva da un impatto meteoritico avvenuto circa 15 milioni di anni fa, che ha dato origine anche ad un altro cratere meteorico, il cratere di Steinheim. L'impatto che ha dato origine al Nördlinger Ries ha dato origine anche alle moldaviti. Al cratere è stato dedicato un asteroide, 4327 Ries.